# Hot Girl Bummer
"Hot Girl Bummer" (egen skrivemåde i lowercase) er en sang fra den amerikanske rapper Blackbear. Den blev udgivet som en single igennem hans pladeselskab Beartrap den 23. august 2019. Den opnåede nummer 41 på USAs Billboard Hot 100, top 20 i Storbritannien og top 10 i Australien, Irland og New Zealand.
Sangen indeholder eksplicitte tekster og der er derfor blevet udgivet en "clean version", som blandt andet skifter den første "Fuck you" i sangteksten ud og erstatter det med "Forget you".

## Sangtitel
Selvom sang titlen blev opfattet som et spil på Megan Thee Stallions nyeste sang "Hot Girl Summer", erklærede Blackbear, at det ikke skulle forestille at være en parodi, men i stedet en henvisning til 2019 "caption trenden" hvor folk brugte "#hotgirlsummer" på deres oplæg.

## Musikvideo
Blackbear har lavet to musikvideoer til sin sang "Hot Girl Bummer". Det er to versioner, der går under navnene "low budget video" og "big budget video", den ene var dyrere at producere end den anden.
"Low budget video"-versionen blev uploaded af Blackbear til YouTube den 23. august 2019, samme dag som udgivelsen af sangen. I videoen ser man Blackbear vist som en dukke på en streng, dette blev kaldt som "en kommentar på mennesker som er falske på de sociale medier".
"Big budget video"-versionen blev uploaded af Blackbear og havde premiere på YouTube den 21. november 2019. Denne version var dyrere at producere end den første og indeholder mange skiftende scener med blinkende, farvede lys og green screen-effekter.

## Medvirkende
- Blackbear - hovedkunstner, producer, tekstforfatter
- Andrew Goldstein - producer, tekstforfatter
- Alex Ghenea - mixer

## Hitlister og certifikationer

### Ugentlige hitlister
| Hitliste (2019)                                  | Højeste placering |
| ------------------------------------------------ | ----------------- |
| Australien (ARIA)                                | 8                 |
| Østrig (Ö3 Austria Top 40)                       | 15                |
| Belgien (Ultratop 50 Flanderen)                  | 21                |
| Belgien (Ultratip Wallonien)                     | 3                 |
| Canada (Canadian Hot 100)                        | 24                |
| Tjekkiet (Singles Digitál Top 100)               | 14                |
| Danmark (Tracklisten)                            | 19                |
| Finland (Suomen virallinen lista)                | 19                |
| Frankrig (SNEP)                                  | 162               |
| Tyskland (Official German Charts)                | 17                |
| Ungarn (Stream Top 40)                           | 13                |
| Irland (IRMA)                                    | 7                 |
| Italien (FIMI)                                   | 95                |
| Letland(LAIPA)                                   | 7                 |
| Litauen (AGATA)                                  | 11                |
| Malaysia (RIM)                                   | 17                |
| Holland (Dutch Top 40)                           | 25                |
| Holland (Single Top 100)                         | 29                |
| New Zealand (RIANZ)                              | 6                 |
| Norge (VG-lista)                                 | 8                 |
| Portugal (AFP)                                   | 61                |
| Russia Airplay                                   | 35                |
| Skotland (Official Charts Company)               | 27                |
| Singapore (RIAS)                                 | 11                |
| Slovakiet (Singles Digitál Top 100)              | 12                |
| Sverige (Sverigetopplistan)                      | 18                |
| Schweiz (Schweizer Hitparade)                    | 25                |
| Storbritannien Singles (Official Charts Company) | 14                |
| USA Billboard Hot 100                            | 41                |
| USA Dance/Mix Show Airplay (Billboard)           | 40                |
| USA Hot R&B/Hip-Hop Songs (Billboard)            | 18                |
| USA Mainstream Top 40 (Billboard)                | 18                |
| USA Rhythmic (Billboard)                         | 15                |

|